# Nó de gancho

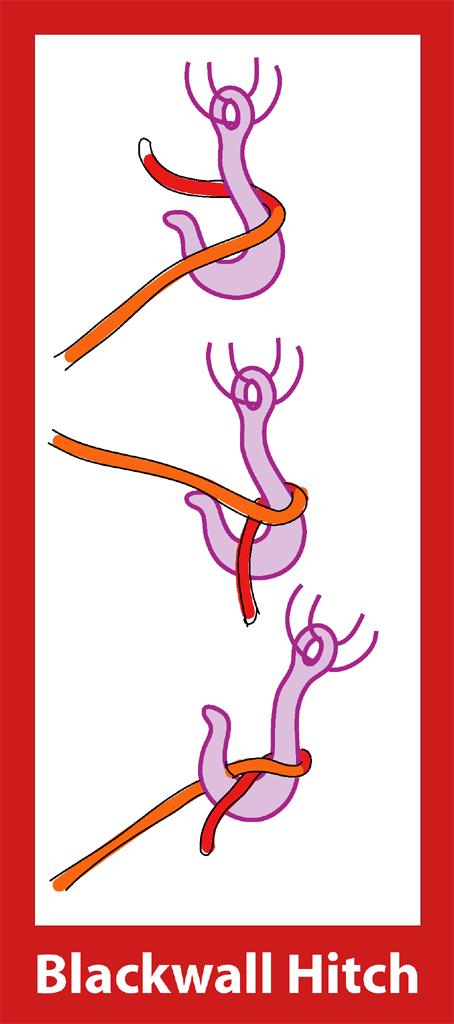
diagrama de como fazer o nó.

Nó de gancho é uma variedade de nó, é um meio temporário de prender uma corda a um gancho. Feito de um meio nó simples sobre o gancho, só segura quando submetido a uma tensão constante. É usado quando a corda e o gancho são de tamanho igual, mas é provável que escorregue se for submetido a mais tensão do que suporta.
 Pode ser do tipo simples ou dobrado.